# Hattusili II
Hattusili II  fue un hipotético rey hitita, que habría gobernado en la primera mitad del siglo XIV a. C.

## Biografía
Su existencia no está consensuada entre los distintos expertos en historia hitita, siendo mencionado solo en ciertos documentos de la época sobre las acciones hititas en Siria. Entre los que defienden su existencia tampoco hay un total acuerdo, ya que mientras que para algunos historiadores este rey fue sucesor de Tudhaliya I/II, para otros lo fue de Arnuwanda I, padre de Tudhaliya III. Quizá fuera solo corregente.
La introducción histórica de un tratado con Kizzuwadna menciona que este reino hurrita pasó a formar parte de Hatti, bajo el reinado de Hattusili II. Parece dudoso que se tratara de una unión pactada, dado que más adelante se habla de la defección de Kizzuwadna y su unión con el país de Hurri.